# Mubaa
Mubaa ist ein osttimoresischer Ort im Suco Goulolo (Verwaltungsamt Cailaco, Gemeinde Bobonaro).
Die kleine Siedlung liegt im Süden des Sucos auf einer Meereshöhe von 496 m. Der Ort liegt am Rand eines Steilhangs, der nach Süden etwa 150 m hinab zum Boroulo abfällt, einem Nebenfluss des Marobos. Westlich erhebt sich der Foho Oholau (536 m). Nordwestlich liegt der kleine See Foho Suriubu.